# Gare de Mont-Louis – La Cabanasse
Gare de Mont-Louis - La Cabanasse – stacja kolejowa w La Cabanasse, w departamencie Pireneje Wschodnie, w regionie Oksytania, we Francji. Jest zarządzana przez SNCF (budynek dworca) i przez RFF (infrastruktura). 
Została otwarta w 1910 przez Compagnie des chemins de fer du Midi et du Canal latéral à la Garonne. Jest obsługiwana przez pociągi TER Languedoc-Roussillon.

## Położenie
Przystanek znajduje się na Ligne de Cerdagne, w km 27,871, na wysokości 1512 m n.p.m., pomiędzy stacjami Planès i Bolquère - Eyne. 

## Linie kolejowe
- Ligne de Cerdagne